# Ernst Curtius
Ernst Curtius (Lübeck, 2 de setembre de 1814 - Berlín, 11 de juliol de 1896) va ser un historiador i arqueòleg alemany.

## Biografia
La seva obra més coneguda va ser les excavacions que va fer a Olímpia (Grècia) a partir de 1874 on va trobar esplèndides obres d'art d'escultura i arquitectura grega com el Temple de Zeus i el Temple d'Hera.
Va ser el descobridor de l'estàtua de l'Hermes amb Dionís infant de Praxíteles. Entre els científics que l'acompanyaven es trobaven els arquitectes i també arqueòlegs Friedrich Adler i Wilhelm Dörpfeld.
Va escriure l'obra de divulgació Griechenlands Geschichte (Història de Grècia), entre 1857 i 1867. Va ser el germà del filòleg Georg Curtius i l'avi del filòleg i romanista Ernst Robert Curtius.

## Publicacions
- Akropolis von Athen. Ein Vortrag. - Berlín, 1844
- Altertum und Gegenwart. - Berlín, 1.1875 - 2.1882
- Anecdota Delphica. - Berlin, 1843
- Atlas von Athen (zusammen mit Johann August Kaupert). - Berlín, 1878
- Ausgrabungen zu Olympia (zusammen mit Friedrich Adler). - Berlín, 1.1877 - 3.1878
- Beiträge zur Geschichte und Topographie Kleinasiens. - Berlín, 1872
- Ephesus. - Berlin, 1874
- Griechische Geschichte. - Berlin, 1.1857 - 3.1861
- # Von den Uranfängen bis zum Tode des Perikles - Gekürzte Ausg., Berlín: Deutsche Buch-Gemeinschaft, [1936]; Wien, Leipzig, Olten: Bernina-Verl., (1936)
- # Blüte und Verfall Griechenlands - Gekürzte Ausg., Wien, Leipzig, Olten: Bernina-Verl., (1936); Berlin: Deutsche Buchgemeinschaft, (1936)
- Inscriptiones atticae duodecim. - Berlín, 1843
- Ionier. - Berlín, 1855
- Klassische Studien (zusammen mit Emanuel Geibel). - Bonn, 1840
- Naxos. - Berlín, 1846
- Olympia. - Berlín, 1852
- Peloponnes. - Gotha, 1.1851 - 2.1852
- Sieben Karten zur Topographie von Athen nebst erläuterndem Text. - Gotha, 1868
- Über den religiösen Charakter der griechischen Münzen. - Berlín, 1872